# Đỗ Cảnh Thạc

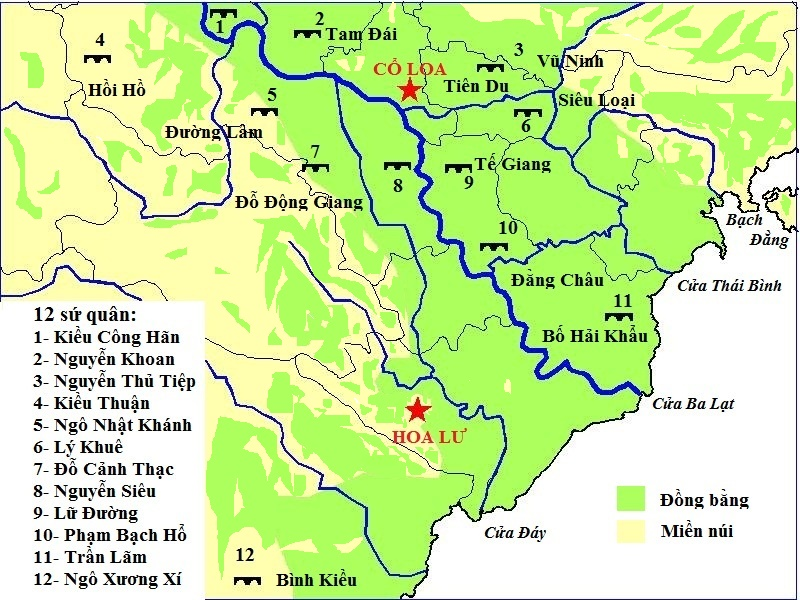
Sơ đồ vị trí 12 sứ quân

Đỗ Cảnh Thạc (chữ Hán: 杜景碩; 912 - 967) là tướng nhà Ngô, sau trở thành một thủ lĩnh thời loạn 12 sứ quân trong lịch sử Việt Nam. Khi vua cuối cùng của nhà Ngô là Ngô Xương Văn chết, Đỗ Cảnh Thạc cùng các tướng là Lã Xử Bình, Kiều Công Hãn, Dương Huy tranh giành ngôi Vua, nước Việt (khi đó là Tĩnh Hải quân) bước vào thời loạn 12 sứ quân. Rồi ông kéo quân về chiếm đóng căn cứ Đỗ Động Giang, mở mang và cai quản một vùng rộng lớn phía Tây Nam Hà Nội ngày nay và trở thành một sứ quân rất mạnh. Sau hơn một năm giao tranh, ông bị lực lượng của Đinh Bộ Lĩnh đánh dẹp năm 967 trong quá trình thống nhất đất nước Đại Cồ Việt.

## Thân thế
Theo thần phả Độc nhĩ đại vương ở Thanh Oai được các nhà nghiên cứu sử dụng bổ sung cho sử liệu, cha Đỗ Cảnh Thạc là Đỗ Thục, người gốc Quảng Lăng (nay thuộc tỉnh Giang Tô, Trung Quốc) mẹ là Trần Thị Thọ thuộc Đỗ Động Giang, ấp Động, tức xã Bình Minh và Thanh Oai ngày nay. Thời Ngũ đại Thập quốc tương đương thời kỳ tự chủ Việt Nam, Đỗ Thục sang Tĩnh Hải quân, lấy vợ và sinh ra Đỗ Cảnh Thạc năm Nhâm Thân (912).
Thần phả Đỗ tướng công có chép lại nguyên do ông mất một bên tai như sau:
"Một hôm giặc vào bắt lợn của nhà, ông xông ra giằng lợn lại bị chúng đánh đập, cáu tiết ông giằng chiếc đòn khiêng lợn đánh túi bụi, sau vì thế cô mà bị chúng quây bắt trói lên cây và xẻo mất một bên tai. Sau việc này, lòng căm thù sôi sục, ông quyết tìm thầy học võ".
Sách Khâm định Việt sử Thông giám Cương mục của nhà Nguyễn chú rằng Đỗ Cảnh Thạc "người huyện Thuận Đức thuộc Quảng Đông". Xuất thân trong gia đình quý tộc, ông bị mất một tai trong lần giao chiến vì chạy loạn xuống phương Nam.
Như vậy các nguồn tài liệu đều khẳng định Đỗ Cảnh Thạc có nguồn gốc Trung Quốc. Đỗ Cảnh Thạc xuất hiện trong cuộc tranh chấp kế nghiệp nhà Ngô năm 965 và chính thức trở thành một sứ quân rất mạnh. Ông xuất thân trong một dòng họ có thế lực nơi một lưu vực sông nhỏ trở thành vùng đất mang tên của thân tộc khai thác: Đỗ Động Giang, tức sông của vùng người họ Đỗ.

## Tướng nhà Ngô
Năm 937, Kiều Công Tiễn giết Dương Đình Nghệ để cướp ngôi Tiết độ sứ. Đỗ Cảnh Thạc vào Ái châu đi theo Ngô Quyền. 

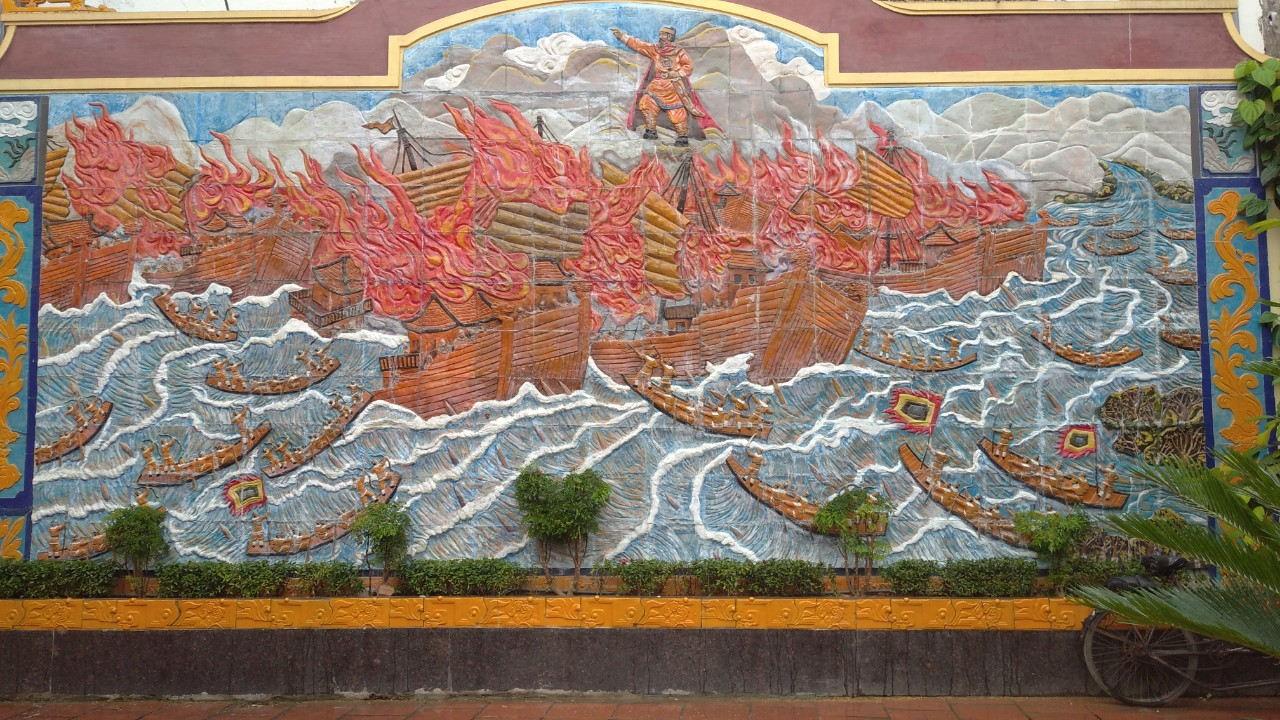
Tranh ghép đá mô phỏng trận Bạch Đằng 938

Năm 938, ông theo giúp Ngô Quyền tham gia đánh bại Kiều Công Tiễn và sau đó phá quân Nam Hán trên sông Bạch Đằng.
Ngô Quyền xưng vương (939), phong Đỗ Cảnh Thạc làm chỉ huy sứ. Năm 944, Tiền Ngô Vương mất, Dương Tam Kha giành ngôi của thái tử Ngô Xương Ngập, tự xưng là Dương Bình vương. Xương Ngập bỏ trốn, chạy đến Nam Sách Giang, ẩn náu tại nhà Phạm Lệnh Công ở Trà Hương. Tam Kha nhận em Xương Ngập là Ngô Xương Văn làm con nuôi.
Dương Tam Kha sai Đỗ Cảnh Thạc và Dương Cát Lợi đem quân đi lùng Xương Ngập, ba lần đến Trà Hương đều không bắt được Xương Ngập vì Phạm Lệnh Công đem Xương Ngập giấu vào trong động núi. Tam Kha biết tin, lại sai lùng tìm nhưng cuối cùng vẫn không tìm thấy.
Năm 950, Dương Bình vương lại sai ông và Dương Cát Lợi đi cùng Ngô Xương Văn đem quân đi đánh hai thôn ở Thái Bình. Khi đi đến huyện Từ Liêm, Xương Văn bảo hai tướng rằng: 
Đức trạch của Tiên vương ta thấm khắp lòng dân, tất cả các chính lệnh thi hành không ai là không vui lòng theo cả. Chẳng may Tiên vương ta mất đi. Bây giờ Bình vương là kẻ bất nghĩa, tự cướp lấy ngôi, còn tội gì hơn nữa! Nay lại sai chúng ta đi đánh các ấp vô tội kia, may mà được đã vậy, nếu họ không phục thì làm thế nào?
Đỗ Cảnh Thạc và Dương Cát Lợi xin nghe theo mệnh lệnh của Xương Văn. Xương Văn bàn mưu đem quân quay về đánh úp Bình Vương để phục lại cơ nghiệp nhà Ngô. Hai quan sứ đều đồng tình, giúp Xương Văn quay về đánh đổ Dương Tam Kha.
Dưới thời Hậu Ngô Vương, Đỗ Cảnh Thạc tiếp tục được trọng dụng.

## Tranh ngôi Vua
Năm 965, Ngô Xương Văn đi dẹp loạn ở thôn Đường và thôn Nguyễn bị tử trận. Theo sử sách, trong lúc triều đình Cổ Loa hỗn loạn, Đỗ Cảnh Thạc cùng các tướng Dương Huy, Kiều Công Hãn và Lã Xử Bình tranh giành quyền bính.
Theo Đại Việt sử ký tiền biên, "năm 966, Bọn quan Tham mưu của Ngô vương là Lã Xử Bình, Thứ sử Phong Châu là Kiều Tri Hựu, Thứ sử châu Vũ Ninh là Dương Huy, Nha tướng là Đỗ Cảnh Thạc, tranh nhau lên ngôi. Trong nước khắp nơi nổi loạn, ai nấy đều chiếm cứ quận ấp, mưu thôn tính lẫn nhau.
Trong cuộc chiến này phe Lã Xử Bình thắng thế, chiếm được Cổ Loa. Đỗ Cảnh Thạc kéo quân ra ngoài, chiếm giữ vùng Đỗ Động Giang, đắp thành Quèn và đồn Bảo Đà (ở 2 huyện Quốc Oai và Thanh Oai, Hà Nội ngày nay) để cát cứ, trở thành một sứ quân rất mạnh, tự xưng Đỗ Cảnh Công.

## Trở thành sứ quân
Chiếm cứ địa bàn rộng lớn thuộc vùng chuyển tiếp giữa đồng bằng và miền núi, Đỗ Cảnh Thạc lập hành cung gồm 72 trại sở, tu tạo thuyền chiến, tích trữ lương thảo, binh sĩ ngày đêm luyện tập.
Những ghi chép tại di tích quốc gia đặc biệt đình So ở xã Hưng Đạo, gần căn cứ Đỗ Động Giang cho biết khi có loạn 12 sứ quân, ba anh em họ Cao đã theo giúp Đinh Bộ Lĩnh, một người làm Chỉ huy sứ, một làm Đô úy, và một làm Hiệu úy, tất cả đều là tướng được giao nhiệm vụ cầm quân đi đánh dẹp sứ quân Đỗ Cảnh Thạc, Họ chém được chánh tướng Đỗ Thanh Long, giải thoát cho Đinh Bộ Lĩnh. Cũng gần căn cứ Đỗ Động, thần tích đình Mai, xã Thanh Oai cho biết Hà Khôi đại vương là người địa phương, không theo Đỗ Cảnh Thạc mà về giúp Đinh Bộ Lĩnh để đánh dẹp căn cứ Đỗ Động.
Truyền thuyết ở khu vực chùa Bối Am, xã Tam Hưng cũng thuộc phạm vi căn cứ Đỗ Động Giang xưa cho biết: Trước kia có một toán quân của Lã Đường tự Lã Tá Công, một trong Thập nhị sứ quân, tấn công căn cứ Đỗ Động bất thành, bị vây hãm trong hang núi và bị chết đói hết cả. Là một thế lực mạnh trong 12 Sứ quân, Đỗ Cảnh Thạc nhiều lần đẩy lùi cuộc tấn công của các Sứ quân khác, đặc biệt là Sứ quân Lã Đường.
Theo thần tích đền Ba Dân ở xã phường Nguyễn Úy, tỉnh Ninh Bình , khi Đinh Bộ Lĩnh phát động quân lính tiến hành dẹp loạn 12 sứ quân, sứ quân Đinh Nga đã đem quân sĩ về hội cùng. Khi Đinh Bộ Lĩnh đem quân đi đánh Đỗ Cảnh Thạc đóng ở Thanh Oai (Hà Tây) đã bị Đỗ Cảnh Thạc đem quân vậy chặt. Trong lúc nguy cấp ấy, Đinh Nga đã đem quân đến giải vây và thừa thắng tấn công tiêu diệt Đỗ Cảnh Thạc tại Đỗ Động Giang, góp công lớn giải nguy cho Đinh Bộ Lĩnh.
Theo thần tích thôn Yên Khoái, phường Đông Hoa Lư, tỉnh Ninh Bình thì cha con Đinh Bộ Lĩnh suýt nữa thất trận khi trong một trận đánh lớn, bị quân của Đỗ Cảnh Thạc bao vây, ngoài công chúa Liên Hoa, góp sức giải vây cho Đinh Bộ Lĩnh còn có cánh quân của hai tướng Cao Lịch, Cao Khiển ở Hoa Lư.
Sách Hải Dương cảnh trí, phần liệt truyện Trần Ứng Long (được người Việt sau này coi là ông tổ nghề làm thuyền nan) đã phát minh ra thứ thuyền nan nhẹ nhàng và tiện lợi để vượt sông thời đó. Khi sứ quân Đỗ Cảnh Thạc bị quân của Đinh Bộ Lĩnh đuổi gấp phải chạy trốn qua sông Nhuệ, tới bên kia bờ sông rồi liền ra lệnh phá hủy tất cả cầu, bè và các phương tiện vượt sông. Tướng Trần Ứng Long nghĩ ra cách cho lính mượn thúng, rổ và đốn tre để đan thứ thuyền nan rồi lấy nhựa bôi vào thân thuyền. Nhờ đó ông đưa được quân lính qua sông giao chiến với Đỗ Cảnh Thạc, trận ấy quân Hoa Lư thắng lợi.
Sứ quân Đỗ Cảnh Thạc là một sứ quân mạnh, có cung thành chắc chắn và hào sâu bao quanh. Theo thần phả Độc nhĩ đại vương ở Thanh Oai, Đỗ Cảnh Thạc là người trí dũng mưu lược, Đinh Bộ Lĩnh phải huy động 4 đạo quân từ Bất Bạt, Quảng Oai, Chương Mỹ, Mỹ Lương kéo đến. Ban đêm, Đinh Bộ Lĩnh cho quân bao vây 4 mặt thành và tiến đánh bất ngờ vào Trại Quyền. Bấy giờ Đỗ Cảnh Thạc đang ở đồn Bảo Đà, quân tướng không ứng cứu được nhau, bị mất cả thành luỹ, đồn trại, lương thực bèn bỏ thành chạy. Hai bên giao tranh hơn một năm sau, Đinh Bộ Lĩnh hạ được thành. Đỗ Cảnh Thạc tháo chạy và bị trúng tên chết ở chân núi Sài Sơn. Đó là năm 967. Năm sau, Đinh Bộ Lĩnh dẹp hết các sứ quân lên làm hoàng đế, tức là vua Đinh Tiên Hoàng.
Có ý kiến lại cho rằng Đỗ Cảnh Thạc bị chết trên đường tháo chạy về Trung Quốc tại núi Đồng Lĩnh thuộc Lạng Sơn ngày nay.

## Thành Đỗ Động
Thành Đỗ Động là trung tâm căn cứ quân sự của sứ quân Đỗ Cảnh Thạc. Thành còn gọi là thành Quèn hay trại Quyền thuộc thôn Cổ Hiền, xã Kiều Phú, Hà Nội ngày nay. Theo vết tích còn lại, thành hình vuông mỗi cạnh 170m, cao từ 1m50 đến 2m, chân rộng 9,50m, bốn góc thành có 4 u đất, bên ngoài đắp lượn tròn. Ở giữa thành có khu đất cao hình chữ nhật mỗi bề 23m và 20m, được gọi là ruộng cột cờ. Thành nằm sâu bên bờ sông Con, còn gọi là sông Tích, tức sông Đỗ Động, bốn mặt đều có cửa. Dưới chân thành ở độ sâu từ 0,4 – 0,6m có một lớp di vật độ dày tới 1m bao gồm gạch ngói, ngói bản, ngói ống và những mảnh nồi, vò đất nung. Tất cả đều mang đậm nét văn hóa Hán của thời Bắc thuộc, chưa xác định được niên đại cụ thể. Những di vật này cho biết nơi đây dưới thời Bắc thuộc đã từng là một lỵ sở huyện, trấn hoặc cũng có thể đã xây thành đắp lũy ở đây.
Về việc dựng thành, tương truyền một lần Đỗ Cảnh Thạc đi qua trang Lạp Hạ, huyện Ninh Sơn, phủ Quốc Oai, đạo Sơn Tây thấy ở phía Tây có một trại nhỏ là trại Quèn, núi vòng phía sau, sông ôm phía trước. Núi sông bao bọc như thế rồng chầu hổ phục, núi không cao mà đất bằng phẳng, nước trong xanh, nguồn mạch dồi dào. Ông liền chọn làm nơi dựng thành. Bốn bề thành là đầm nước, lau sậy um tùm, phải có thuyền độc mộc mới ra vào được.
Một căn cứ quân sự của ông nữa cũng nằm cách trại Quèn khoảng 20 km theo đường chim bay là đồn Bảo Đà (nay thuộc thôn Bình Đà, xã Bình Minh, Hà Nội). Bình Đà nằm ở thượng nguồn nhánh sông Đỗ Động, suốt từ trại Quèn xuống đến Thiên Phúc, Bảo Đà thuộc Thanh Oai đều thuộc quyền Đỗ Cảnh Thạc cai quản.
Sau khi thống nhất 12 sứ quân, thống nhất lãnh thổ lập lên nhà nước Đại Cồ Việt, khu vực Đỗ Động Giang thuộc về Đạo Quốc Oai, một trong 10 đạo, là các đơn vị hành chính Việt Nam dưới thời Đinh.

## Được lập đền thờ
Đỗ Cảnh Thạc được thờ ở một số di tích thuộc tây nam (Hà Nội) như đền Tam Xã, đình Sài Khê, đình Thụy Khuê, đình Đa Phúc, đình Ngô Sài ở xã Quốc Oai, đình Cổ Hiền, đình Bình Xá, xã Kiều Phú và đền thờ ở làng Bình Đà, xã Bình Minh.
Ở đồn Bảo Đà xưa, nay thuộc thôn Bình Đà, Bình Minh còn miếu thờ Đỗ Cảnh Thạc, gần đó còn cây Trôi (cây di sản Việt Nam) hơn 1000 năm tuổi do ông trồng. Ở Thanh Oai còn đình Văn Quán thuộc xã Đỗ Động cũng phối thờ Đỗ Cảnh Thạc cùng Lão Tử.
Đình Cổ Hiền ở xã Kiều Phú, Hà Nội. Đình nằm ở gần sông Tích, được coi là vị trí trung tâm thành Quèn xưa của Đỗ Tướng Công. Đình là nơi thờ thành hoàng làng Độc Nhĩ Vương Đỗ Cảnh Thạc, vị tướng nhà Ngô và một lãnh đạo nổi tiếng thời 12 sứ quân. Theo truyền thuyết địa phương, Đỗ Cảnh Thạc là một vị tướng có tài, ngoài những chiến công hiển hách, ông còn là người giúp nhân dân trong "Nông – Trang – Canh – Cửi" nên khi mất được người dân trong lãnh địa suy tôn là thành hoàng làng.
Đền Tam Xã còn được gọi là quán Tam Xã, đền Trình hay đền thờ Đỗ tướng công nằm ở trung tâm xã Sài Sơn. Xưa dân 3 làng Sài Khê, Thụy Khê, Đa Phúc là 3 xã cùng chung một đền thờ. Nay tam xã hợp nhất vào Quốc Oai nhưng mỗi làng đều xây dựng một ngôi đình để thờ vọng Đỗ tướng công. Vị trí núi Sài Sơn tương truyền là nơi sứ quân Cảnh Thạc hóa.
Đình Ngô Sài ở xã Quốc Oai phối thờ Đỗ Cảnh Thạc cùng Ả Lã Nàng Đề - vị công chúa, con gái vùa Hùng, nữ tướng của Hai Bà Trưng.
Đình Bình Xá, thuộc làng Đặng, xã Kiều Phú nằm cách đình Cổ Hiền 7 km cũng là nơi thờ Đỗ Cảnh Thạc với lễ hội được mở ngày 6/1(âm lịch) hàng năm.
Hiện nay, trên địa bàn tây nam Hà Nội còn lưu nhiều truyền thuyết, dấu tích về hoạt động của xứ quân Đỗ Cảnh Thạc, như cây Trôi cổ thụ ở làng Bình Đà, thành cổ ở Bình Đà, giếng Ngọc, gò Cấn, gò Vua ở Đỗ Động...
Xét trên lợi ích quốc gia, việc cát cứ của các sứ quân đi ngược lại nguyện vọng thống nhất của dân tộc. Nhưng có thể thấy trong bối cảnh đất nước rơi vào tình trạng vô chủ, việc tướng Đỗ Cảnh Thạc có thế lực quân sự mạnh, thiết lập chính quyền và duy trì trật tự tại Đỗ Động Giang để nhân dân có thể sống yên bình trong vùng đất của họ là điều cần thiết và thuận lòng dân, dù việc này không có tính toàn cục và chỉ diễn ra trong một thời đoạn ngắn, điều đó lý giải vì sao ông vẫn được nhân dân trong vùng chiếm đóng lập đền thờ.